# Bach (Todtenweis)
Bach ist ein Gemeindeteil von Todtenweis im schwäbischen Landkreis Aichach-Friedberg in Bayern. Das Dorf liegt am Edenhausener Bach circa einen Kilometer nördlich von Todtenweis am Nordrand des Gemeindegebiets.

## Geschichte
Der Ort erscheint erstmals 1280 im Urbar Herzog Ludwigs des Strengen. Im Jahr 1343 saß ein Nikolaus Stumpf als herzoglicher Ministeriale auf dem Hof „ze dem Bach“, um 1420 wird ein Wilhelm Sandizeller erwähnt, dessen Bruder in erster Ehe mit einer Dorothea von Holzheim „am Pach“ verheiratet war.
Bach gehörte mit dem ersten Gemeindeedikt von 1808 zum Steuerdistrikt Aindling. Seit dem zweiten Gemeindeedikt von 1818 ist das Dorf ein Ortsteil von Todtenweis. Bei der Volkszählung am 1. Dezember 1871 hatte Bach 49 Einwohner und gehörte zu Pfarrei und Schule Todtenweis.

## Bau- und Bodendenkmäler
- Katholische Kapelle Beatae Mariae Virginis, ein schlichter Rechteckbau mit Dachreiter, errichtet um 1818
- Burgstall Bach (Todtenweis)